# Pañamarca

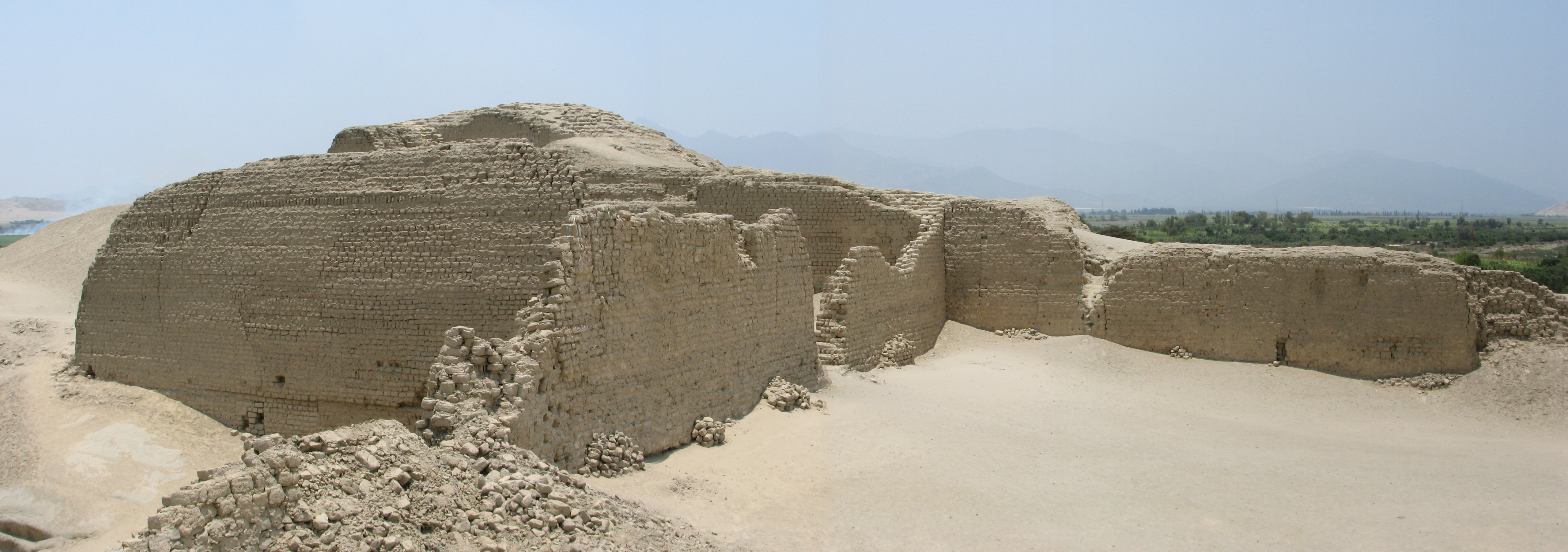
Piramida w Pañamarca

Pañamarca – stanowisko archeologiczne położone w dolinie rzeki Nepeña w Peru, jeden z ośrodków kultury Moche.
Centralnym punktem osiedla jest monumentalna piramida schodkowa wzniesiona z cegły adobe, w pobliżu której rozciągają się rozległe place i budowle wzniesione na platformach. Wiele z budynków ozdobionych zostało malowidłami ściennymi, na których ukazano sceny wojenne i religijne, w tym ceremonię skłania ofiary z człowieka.